# Rzepki (Gmina Iłów)
Pour les articles homonymes, voir Rzepki.
Rzepki  [ˈʐɛpki] est un village polonais de la gmina d'Iłów dans le powiat de Sochaczew et dans le voïvodie de Mazovie.